# Bonnette
Die Bonnette ist ein Fluss in Frankreich, der im Département Tarn-et-Garonne in der Region Okzitanien verläuft. Sie entspringt im Gemeindegebiet von Puylagarde, entwässert generell Richtung Südwest bis Süd und mündet nach 25 Kilometern am westlichen Ortsrand von Saint-Antonin-Noble-Val als rechter Nebenfluss in den Aveyron.

## Orte am Fluss
(Reihenfolge in Fließrichtung)
- Saint-Projet
- Lacapelle-Livron
- Caylus
- Saint-Antonin-Noble-Val

## Sehenswürdigkeiten
Das Château de la Reine Margot liegt direkt am Fluss (im Gemeindegebiet von Saint-Projet) und ist als Monument historique klassifiziert.